# Honckenya peploides
Sabline faux-péplus, Pourpier de mer, Honckénye faux-pourpier
Espèce
La Sabline faux-péplus (Honckenya peploides), communément appelée Pourpier de mer , ou bien Honckénye faux-pourpier au Canada, est une plante vivace de la famille des Caryophyllacées qui pousse sur le littoral atlantique.
C'est une plante à port prostré, aux feuilles charnues opposées. Les fleurs sont petites, d'un blanc verdâtre.
Elle doit son nom vernaculaire de Pourpier de mer à sa ressemblance avec le Pourpier potager (Portulaca oleracea), qui possède également des feuilles charnues.

## Description

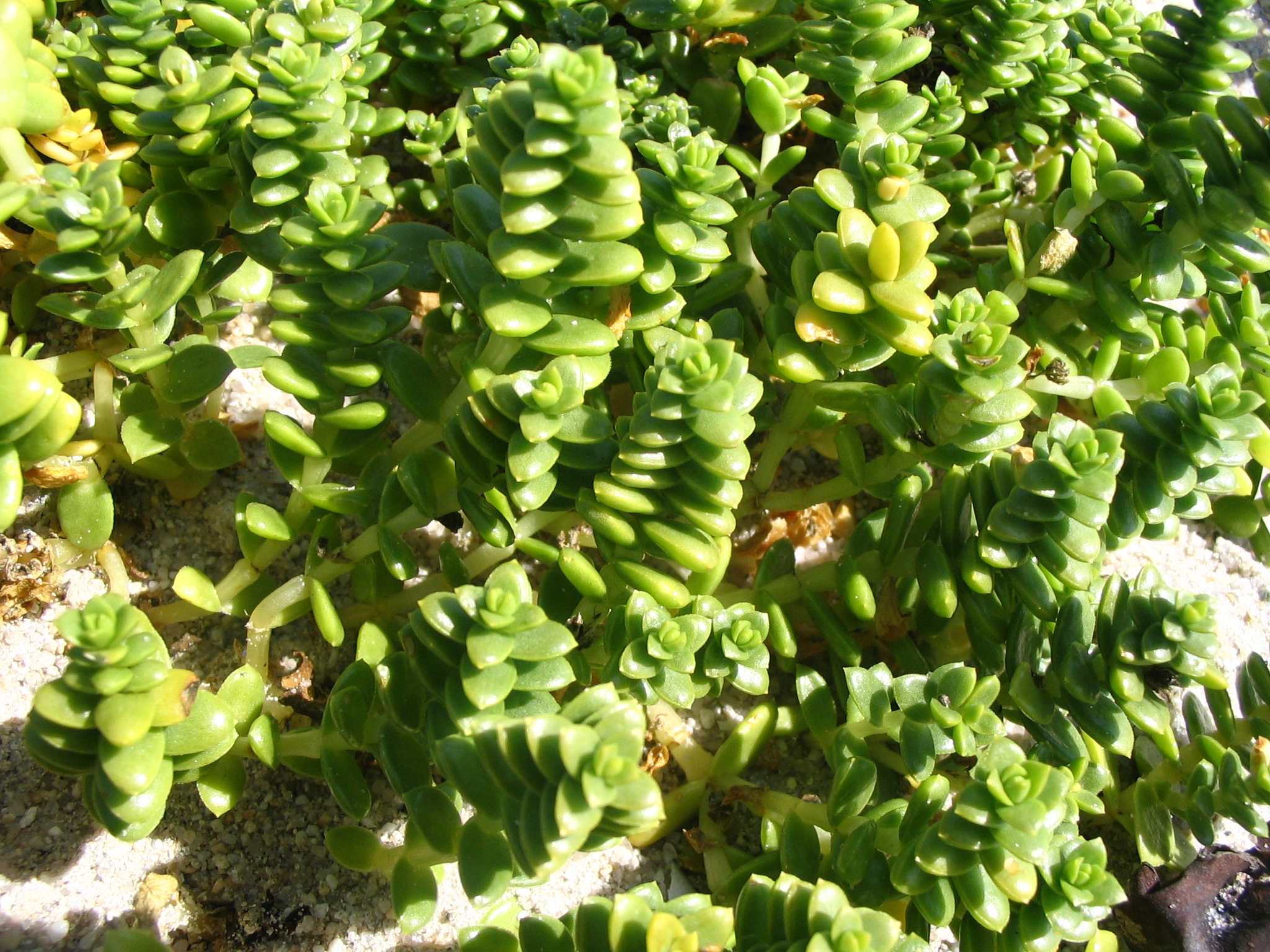
Honckenya peploides, Pourpier de mer

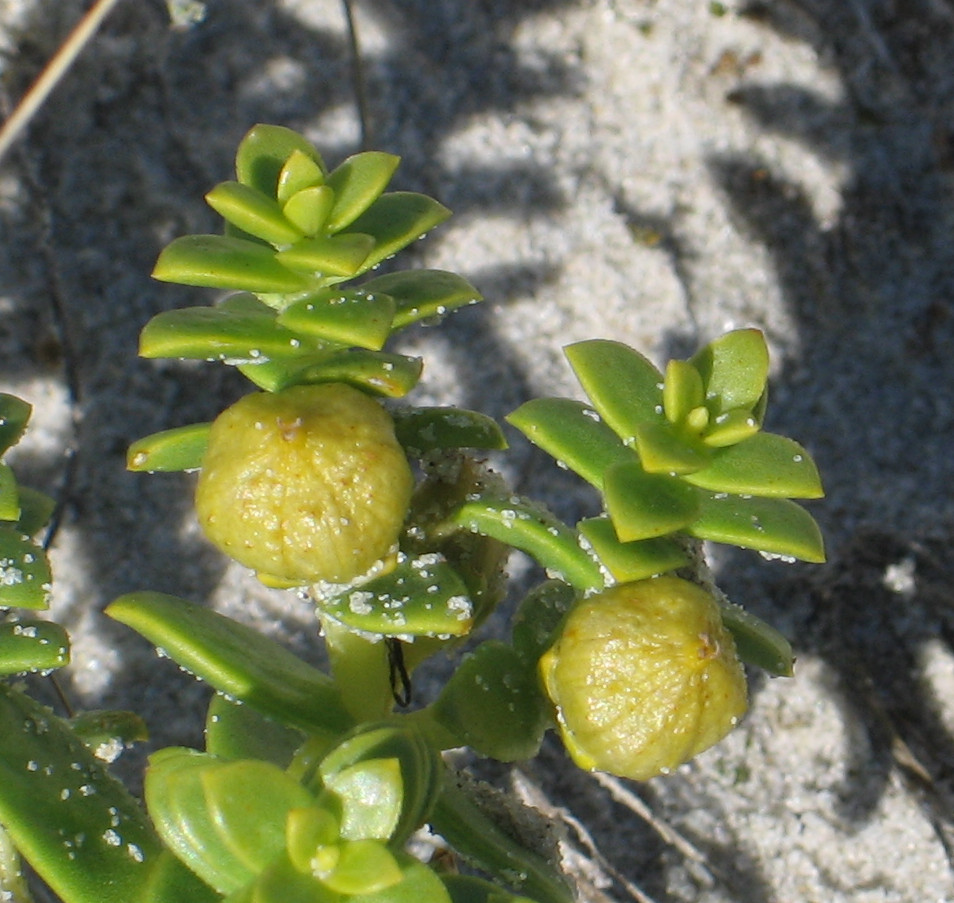
à fruits

- Feuilles opposées charnues, vert clair, luisantes, non pétiolées, disposées sur quatre rangs en forme de croix de façon serrée.
- Fleurs unisexuées, à 5 pétales blancs développés uniquement chez les fleurs mâles.

## Habitat
Sable des plages et des dunes.

## Répartition
Littoraux de l'ouest de l'Europe, du Portugal jusqu'à la Baltique, ainsi qu'au Groenland et en Amérique du Nord.